# The Cox Family
I The Cox Family sono un gruppo musicale bluegrass statunitense originario della Louisiana. Sono conosciuti per aver partecipato alla colonna sonora di Fratello, dove sei? (2000) e per aver collaborato con Alison Krauss nell'album  Know Who Holds Tomorrow (1994).

## Formazione
- Evelyn Cox - chitarra, voce
- Lynn Cox - basso, voce
- Sidney Cox - banjo, dobro, chitarra, voce
- Suzanne Cox - mandolino, voce
- Willard Cox - fiddle, voce
- Greg Underwood - basso, voce

## Discografia
- Quiet Storm
- Everybody's Reaching Out for Someone (1993)
- I Know Who Holds Tomorrow (1994)
- Beyond the City (1995)
- Just When We're Thinking It's Over (1996)